# گروه ۵ جدول تناوبی
| گروه → | 5      |
| ↓ دوره |        |
| ------ | ------ |
| ۴      | 23 V   |
| ۵      | 41 Nb  |
| ۶      | 73 Ta  |
| ۷      | 105 Db |

یک عنصر گروه ۵ یکی از مجموعه عنصرهای گروه پنجم جدول تناوبی عناصر است که شامل وانادیوم (V)، نیوبیوم (Nb)، تانتالیوم (Ta)، و دابنیوم (Db) می‌باشد.